# Bricard (entreprise)
Pour les articles homonymes, voir Bricard.
Bricard est une entreprise française de fabrication de serrures fondée en 1782.

## Historique
Bricard fonde le musée de la Serrure à Paris en 1976.
C'est une filiale du groupe international Allegion depuis 2013: produits de sécurité mécaniques et électroniques :équipement de la porte, des serrures, ferme-portes, anti-paniques, et portes blindées aux systèmes intégrés de contrôle d’accès et de gestion du temps et du personnel.

## Sites de production
Bricard possède deux sites de production :
- Site de Saint-Thibault-des-Vignes[5]
- Site de Feuquières-en-Vimeu[6]